# Katedrála svatého Šebestiána
Katedrála svatého Šebastiána v Bratislavě-Krasňanech je hlavním chrámem ordinariátu Ozbrojených sil a Ozbrojených sborů Slovenské republiky.
Nově postavený chrám v Bratislavě-Krasňanech byl v roce 2009 povýšen na katedrální chrám vojenského ordináře. Do té doby (v letech 2003–2009) byl dočasným hlavním chrámem ordinariátu Kostel svatého Jana z Mathy (Bratislava).
Katedrála je zasvěcena sv. Šebastianovi, který je i patronem ordinariátu.
Autorem projektu je Ing. arch. Ladislav Bánhegyi.